# Хоупвел (Илиноис)
Хоупвел (енгл. Hopewell) град је у америчкој савезној држави Илиноис.

## Демографија
По попису из 2010. године број становника је 410, што је 14 (3,5%) становника више него 2000. године.
| Група             | 2000.       | 2010.       |
| Белци             | 387 (97,7%) | 393 (95,9%) |
| Афроамериканци    | 3 (0,8%)    | 6 (1,5%)    |
| Азијати           | 1 (0,3%)    | 1 (0,2%)    |
| Хиспаноамериканци | 4 (1,0%)    | 8 (2,0%)    |
| Укупно            | 396         | 410         |